# Janis Papanikolau
Janis Papanikolau (gr. Γιάννης Παπανικολάου; ur. 18 listopada 1998 w Atenach) – grecki piłkarz występujący na pozycji pomocnika w tureckim klubie Çaykur Rizespor. Wychowanek AEK-u, w swojej karierze grał także w takich zespołach jak FC Platanias, Panionios GSS i Raków Częstochowa. Były młodzieżowy reprezentant Grecji.

## Kariera klubowa

### Platanias
23 kwietnia 2017 oficjalnie zadebiutował w barwach drużyny w przegranym 3:1 meczu u siebie przeciwko PAOK-owi. 5 listopada 2017 zdobył swojego pierwszego gola w zawodowej karierze w przegranym 5:1 meczu na wyjeździe przeciwko Olympiakosowi.

### Panionios
11 czerwca 2019 Panionios oficjalnie ogłosił przejście Papanikolau do klubu na zasadzie wolnego transferu.    

### Raków Częstochowa
11 sierpnia 2020 Papanikolau dołączył do Rakowa Częstochowa. W listopadzie 2020 doznał kontuzji barku. Z klubem dwukrotnie zdobył wicemistrzostwo Polski, Puchar Polski i Superpuchar Polski (w latach 2021 i 2022), a w 2023 r. zdobył Mistrzostwo Polski. Po zakończeniu sezonu 2023/2024 przeniósł się do tureckiego klubu Çaykur Rizespor.

## Statystyki
(aktualne na dzień 18 marca 2025)
| Klub               | Sezon              | Liga               | Liga  | Liga   | Puchar kraju | Puchar kraju | Europa | Europa | Suma  | Suma   |
| Klub               | Sezon              | Liga               | Mecze | Bramki | Mecze        | Bramki       | Mecze  | Bramki | Mecze | Bramki |
| ------------------ | ------------------ | ------------------ | ----- | ------ | ------------ | ------------ | ------ | ------ | ----- | ------ |
| FC Platanias       | 2016/17            | Superleague Ellada | 2     | 0      | 0            | 0            | —      | —      | 2     | 0      |
| FC Platanias       | 2017/18            | Superleague Ellada | 12    | 1      | 3            | 0            | —      | —      | 15    | 1      |
| FC Platanias       | 2018/19            | Football League    | 28    | 2      | 1            | 1            | —      | —      | 29    | 3      |
| FC Platanias       | Ogólnie            | Ogólnie            | 42    | 3      | 4            | 1            | 0      | 0      | 46    | 4      |
| Panionios GSS      | 2019/20            | Superleague Ellada | 30    | 0      | 2            | 1            | —      | —      | 32    | 1      |
| Raków Częstochowa  | 2020/21            | Ekstraklasa        | 7     | 0      | 3            | 0            | —      | —      | 10    | 0      |
| Raków Częstochowa  | 2021/22            | Ekstraklasa        | 26    | 1      | 6            | 0            | 6      | 0      | 38    | 1      |
| Raków Częstochowa  | 2022/23            | Ekstraklasa        | 31    | 1      | 6            | 0            | 6      | 0      | 43    | 1      |
| Raków Częstochowa  | 2023/24            | Ekstraklasa        | 17    | 5      | 1            | 0            | 9      | 1      | 27    | 6      |
| Raków Częstochowa  | Ogólnie            | Ogólnie            | 81    | 7      | 16           | 0            | 21     | 1      | 118   | 8      |
| Çaykur Rizespor    | 2024/2025          | Süper Lig          | 22    | 0      | 3            | 2            | —      | —      | 25    | 2      |
| Ogólnie w karierze | Ogólnie w karierze | Ogólnie w karierze | 175   | 10     | 25           | 4            | 21     | 1      | 221   | 15     |

## Sukcesy

### Klubowe

#### Raków Częstochowa
- Mistrzostwo Polski: 2022/2023
- Wicemistrzostwo Polski: 2020/2021 2021/2022
- Puchar Polski: 2020/2021, 2021/2022
- Superpuchar Polski: 2021, 2022